# آندره‌آ بودو
آندره‌آ بودو (مجاری: Bodó Andrea؛ زادهٔ زادهٔ ۴ اوت ۱۹۳۴ - درگذشتهٔ ۲۱ سپتامبر ۲۰۲۲) ژیمناست هنری اهل مجارستان بود.